# 慶應義塾高等學校
慶應義塾高等學校是位於神奈川縣橫濱市港北區日吉四丁目地區的私立男子高等學校。設立於1898年，在1949年統合為現在的慶應義塾高等學校。
該校棒球部自19世紀末時即已存在，最早在1916年就已經開始參加全國高等學校棒球錦標賽的前身「全國中學校棒球錦標賽」，至今已累積參加超過十次，也曾先後在1916年的第2回全國中等學校優勝野球大會及2023年的第105屆全國高等學校棒球紀念錦標賽拿下兩次優勝。

## 歷史
由福泽谕吉建立的慶應義塾最早在1898年建立了相當於現在中等教育的「慶應義塾普通部」，當時位於東京市芝區的三田地區（位於現在的東京都港區），慶應義塾在1948年配合日本的學制改革將慶應義塾普通部的名稱留給新制下的中學校，另外建立了「慶應義塾第一高等學校」和「慶應義塾第二高等學校」兩所高等學校，不過在隔年的1949年又將兩所高等學校合併為現在的「慶應義塾高等學校」。並遷移至位於橫濱市的現址。